# Taphozous hamiltoni
Taphozous hamiltoni é uma espécie de morcego da família Emballonuridae. Pode ser encontrada no Sudão, Somália, Quênia, Uganda e Tanzânia.